# Kabinet Spojených států amerických
Kabinet Spojených států amerických (anglicky Cabinet of the United States, česky také: vláda Spojených států amerických) je součástí výkonné větve Federální vlády Spojených států amerických. Kromě postu viceprezidenta není kabinet výslovně ukotven v Ústavě. Její 2. článek předpokládá, že si prezident pořizuje poradní sbor. XXV. dodatek Ústavy umožňuje viceprezidentovi s podporou většiny členů vlády prohlásit prezidenta nezpůsobilým výkonu funkce. Navíc Ústava vyžaduje souhlas Senátu Spojených států, tedy horní komory Kongresu, se jmenováním člena vlády. Volený viceprezident schválení Senátem nepodléhá. Kabinet zasedá v Bílém domě ve Washingtonu D.C., v oficiálním sídle prezidenta v tzv. Cabinet Room. 

## Historie

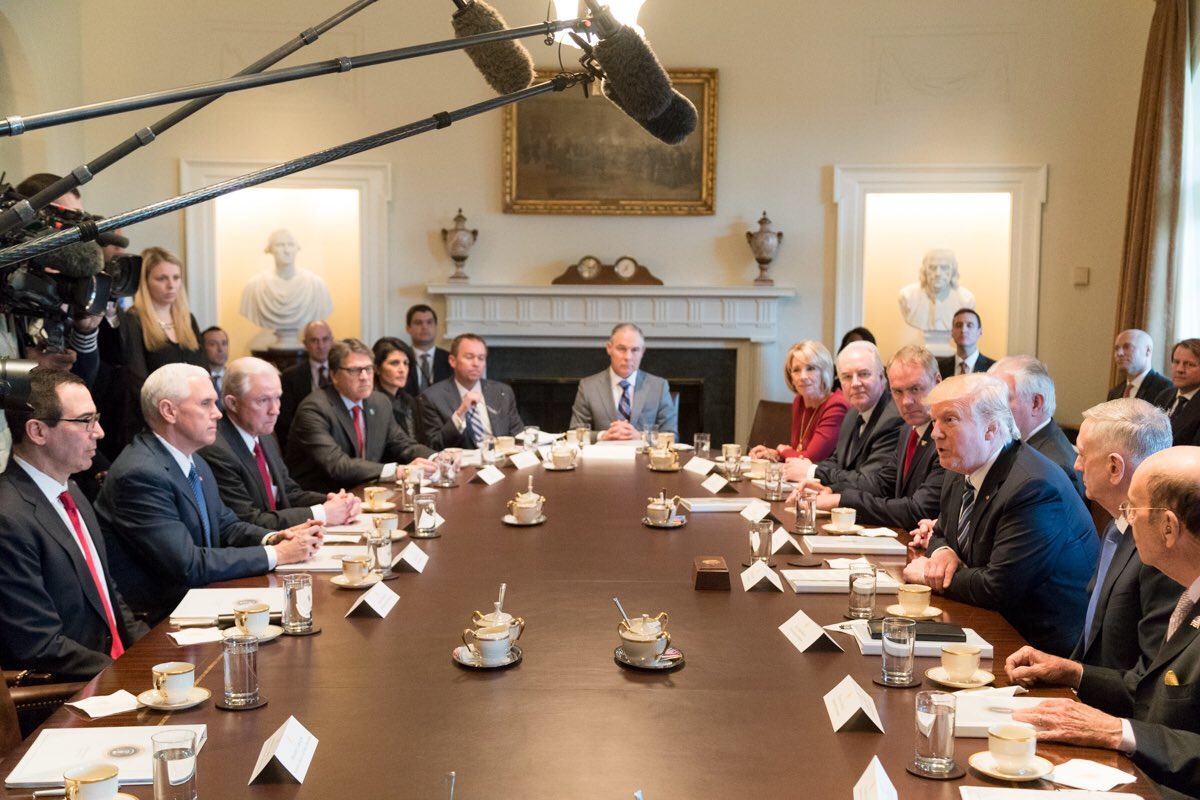
První kabinet Donalda Trumpa při zasedání v Bílém domě, 2017

Jednotliví členové vlády, kromě prezidenta, viceprezidenta a uvedených poradců, vedou ministerstva, tzv. departmenty. Ústava nestanoví, kolik má být ministerstev a jaké mají být jejich pravomoci. Prvním prezidentem, který si poradní sbor zformoval do systému ministerstev, byl George Washington. Jeho vláda měla jen čtyři členy: ministr zahraničí Thomas Jefferson, ministr financí Alexander Hamilton, ministr války Henry Knox a ministr spravedlnosti Edmund Randolph. Viceprezident John Adams nebyl členem Washingtonova kabinetu, protože post viceprezidenta byl v počátcích Spojených států amerických (a ještě v 19.  století) vnímán jako součást legislativní moci. Původně viceprezident předsedal Senátu a byl vnímán především jako nástupce prezidenta v případě jeho úmrtí či nezpůsobilosti vykonávat funkci. Až ve 20. století začali být viceprezidenti zařazováni do kabinetů. Formálně, jakožto virilista,  je viceprezident předsedou Senátu, byť jej fakticky neřídí a při rovnosti má rozhodující hlas. 

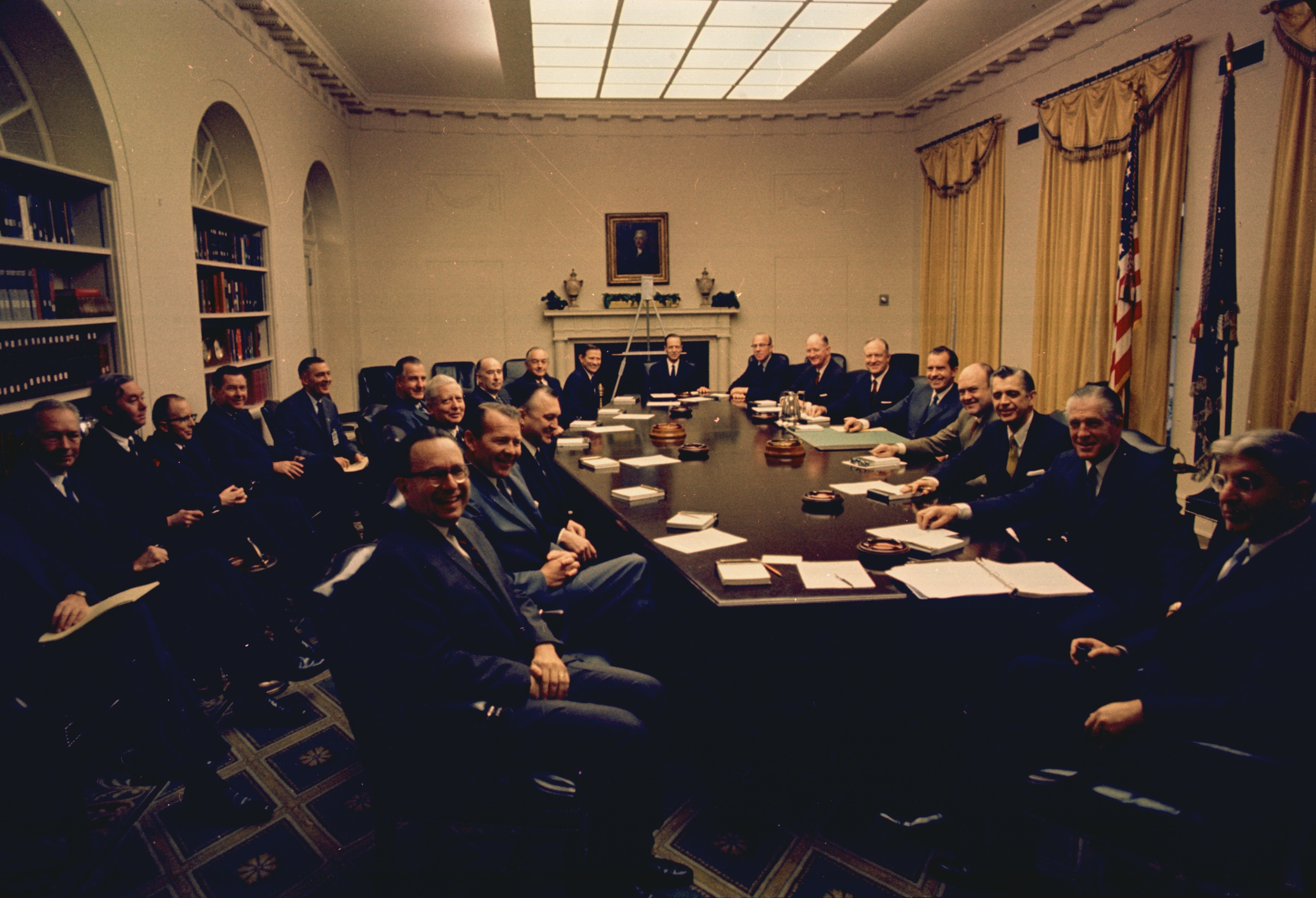
Kabinet Richarda Nixona v Cabinet Room Bílého domu, 1969

V celé historii Spojených států amerických však Senát odmítl jen devět nominantů prezidenta na ministra. Ve 20. století se to stalo třikrát, naposledy roku 1989, kdy Senát odmítl potvrdit Johna Towera do funkce ministra obrany kvůli jeho opilství, promiskuitě a vztahy s výrobci zbraní. Senát schvaluje ministra prostou většinou. Naopak při odvolávání ministra není prezident limitován žádnou jinou mocí a v tomto smyslu je kabinet stále jen sborem poradců, což bylo potvrzeno rozhodnutím Nejvyššího soudu Spojených států z roku 1926 v případu Myers versus Spojené státy americké. Ministr může být rovněž odvolán na základě žaloby Sněmovny reprezentantů (tzv. impeachment) a následného verdiktu Senátu, a to za „zradu, úplatkářství nebo jiné vážné zločiny“ (2. článek Ústavy). Prezident může také jmenovat za členy kabinetu své poradce z Výkonné kanceláře prezidenta a vedoucí federálních agentur, i když jim to per se nepropůjčuje žádné další pravomoce, krom možnosti účastnit se schůzí vlády.

## Pravomoci
V americkém prezidentském systému nemá kabinet postavení kolektivního rozhodovacího orgánu, nýbrž jde o poradní sbor prezidenta. Prezident však může některého ze členů kabinetu výkonem svých pravomocí pověřit. V minulosti existovaly pokusy postavení ministrů vůči prezidentovi posílit po vzoru parlamentních systémů. Hlavní tažení za tímto účelem vedl v polovině 19. století ministr zahraničí William H. Seward, avšak prezident Abraham Lincoln tyto snahy rázně utnul. Zastáncem parlamentního modelu, před svým vstupem do politiky, byl i právník a politolog Woodrow Wilson, avšak jakmile se stal prezidentem, své postavení na úkor ministrů nijak neoslabil. Prezident Ronald Reagan zavedl systém sedmi vládních rad, které přezkoumávají vládní rozhodnutí, používaný dodnes. 
Kabinet má však jednu významnou pravomoc pro mimořádné případy, která byla zavedena v roce 1967 přijetím 25. dodatku ústavy. Podle 4. oddílu tohoto dodatku může „viceprezident a bud' většina vedoucích sekcí exekutivy, nebo jiného takového útvaru, který může Kongres zákonem zřídit“ předat předsedům komor Kongresu prohlášení o tom, že prezident není způsobilý vykonávat pravomoci a povinnosti svého úřadu; následně by se pak viceprezident ujal pozice úřadujícího prezidenta. Toto opatření bylo zavedeno pro případ, že by prezident byl například vlivem nemoci nebo atentátu ve stavu, kdy nezemřel ale zároveň není schopen rozhodnout (např. kóma).

## Vláda Donalda Trumpa

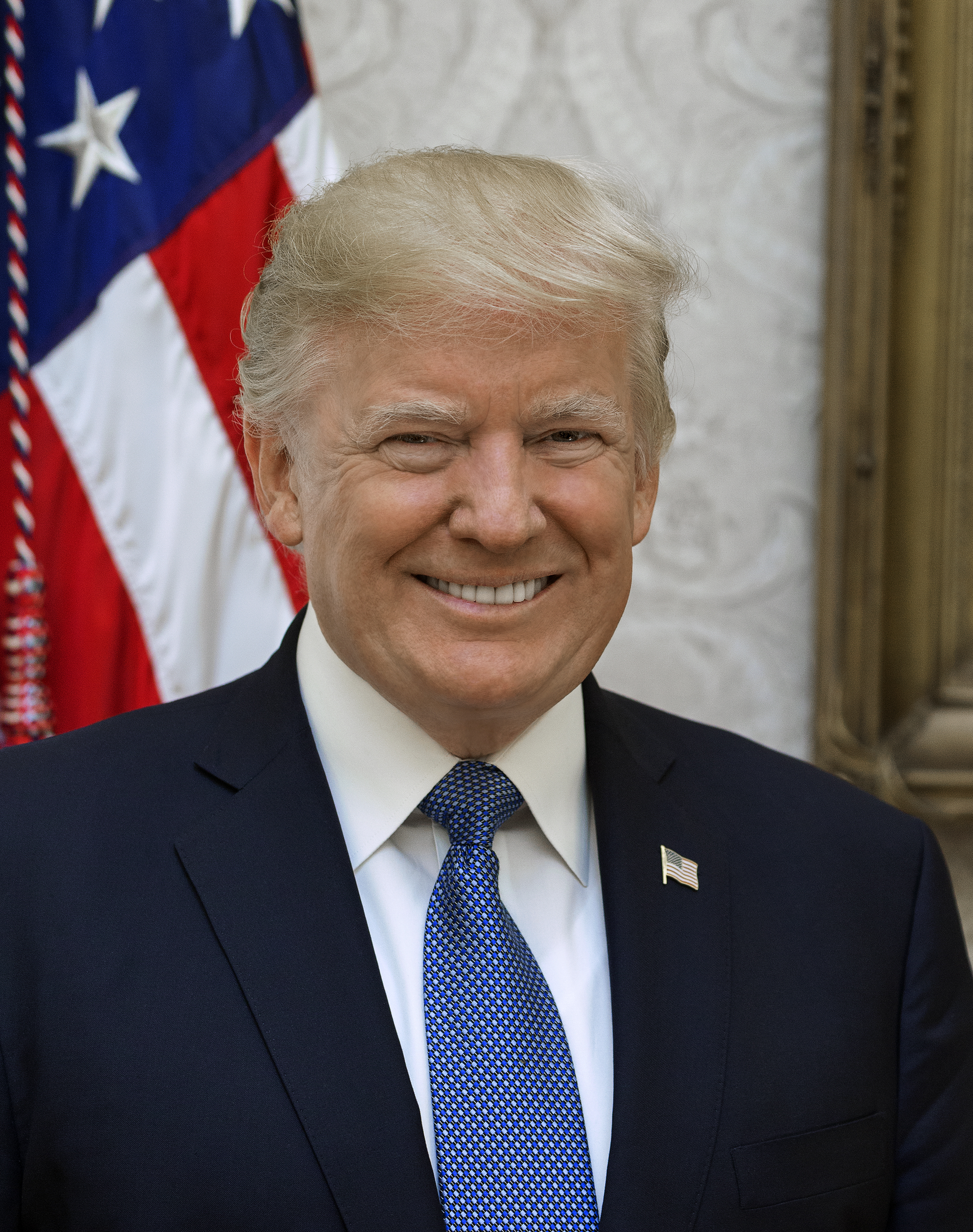
Prezident Donald Trump

Druhou prezidentskou přísahu složil Donald Trump 20. ledna 2025 a ujal se úřadu. Všechny členy vlády, vyjma viceprezidenta J. D. Vance, navrhl prezident do úřadů, s jejich nutným potvrzením Senátem Spojených států. Pouze volený viceprezident a ředitel kanceláře Bílého domu nepodléhali senátnímu schválení.

### Viceprezident a ministři
Vládu tvoří viceprezident a členové kabinetu stojící v čele federálních úřadů výkonné moci – ministerstev, seřazených podle linie nástupnictví do úřadu prezidenta. Někteří další členové administrativy mají postavení na úrovni vlády.
| Vláda Donalda Trumpa                   | Vláda Donalda Trumpa   | Vláda Donalda Trumpa |
| Úřad                                   | člen vlády             | nástup do úřadu      |
| -------------------------------------- | ---------------------- | -------------------- |
| Viceprezident                          | J. D. Vance            | 20. ledna 2025       |
| Ministr zahraničních věcí              | Marco Rubio            | 21. ledna 2025       |
| Ministr financí                        | Scott Bessent          | 28. ledna 2025       |
| Ministr obrany                         | Pete Hegseth           | 25. ledna 2025       |
| Ministryně spravedlnosti               | Pam Bondiová           | 5. února 2025        |
| Ministr vnitra                         | Doug Burgum            | 31. ledna 2025       |
| Ministryně zemědělství                 | Brooke Rollinsová      | 13. února 2025       |
| Ministr obchodu                        | Howard Lutnick         | 21. února 2025       |
| Ministryně práce                       | Lori Chavez-DeRemerová | 11. března 2025      |
| Ministr zdravotnictví a sociální péče  | Robert F. Kennedy Jr.  | 13. února 2025       |
| Ministr bytové výstavby a rozvoje měst | Scott Turner           | 6. února 2025        |
| Ministr dopravy                        | Sean Duffy             | 28. ledna 2025       |
| Ministr energetiky                     | Chris Wright           | 4. února 2025        |
| Ministryně školství                    | Linda McMahonová       | 3. března 2025       |
| Ministr pro záležitosti veteránů       | Doug Collins           | 5. února 2025        |
| Ministryně vnitřní bezpečnosti         | Kristi Noemová         | 25. ledna 2025       |

### Členové administrativy na úrovni vlády
| Členové administrativy na úrovni vlády           | Členové administrativy na úrovni vlády | Členové administrativy na úrovni vlády |
| Úřad                                             | člen na úrovni vlády                   | nástup do úřadu                        |
| ------------------------------------------------ | -------------------------------------- | -------------------------------------- |
| Ředitel Agentury pro ochranu životního prostředí | Lee Zeldin                             | 29. ledna 2025                         |
| Ředitel Úřadu pro správu a rozpočet              | Russell Vought                         | 7. února 2025                          |
| · Ředitelka tajných služeb                       | Tulsi Gabbardová                       | 12. února 2025                         |
| · Ředitel Ústřední zpravodajské služby           | John Ratcliffe                         | 23. ledna 2025                         |
| Vládní zmocněnec pro obchod                      | Jamieson Greer                         | 27. února 2025                         |
| Velvyslankyně při OSN                            | Dorothy Sheaová (chargé d’affaires)    | 20. ledna 2025                         |
| Ředitelka Úřadu pro drobné podnikání             | Kelly Loefflerová                      | 20. února 2025                         |
| Ředitelka kanceláře Bílého domu                  | Susie Wilesová                         | 20. ledna 2025                         |

### Další vysoké pozice v administrativě
- Poradce pro otázky národní bezpečnosti
- Ředitel Agentury pro klimatickou změnu